# 比斯克河

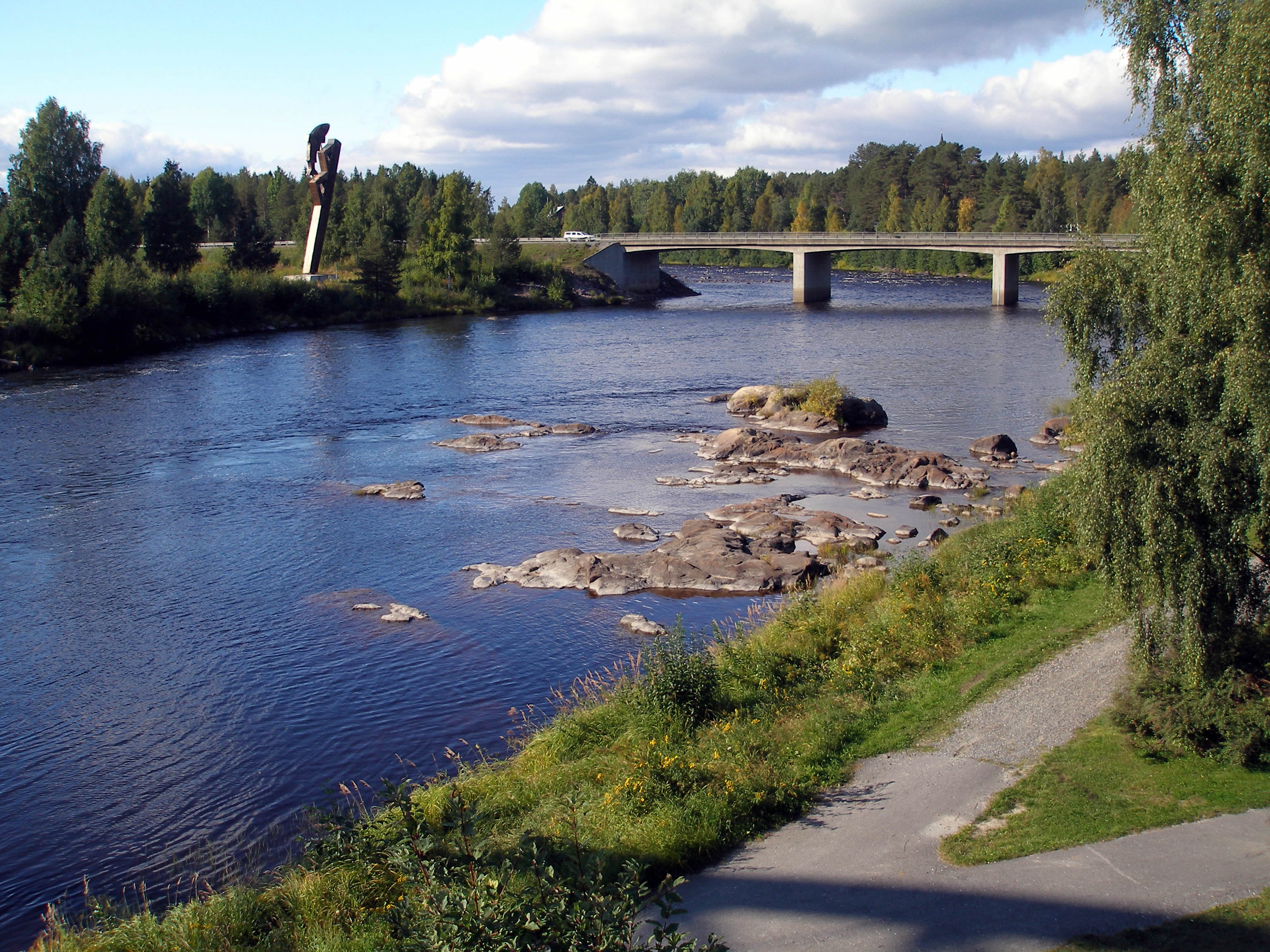

比斯克河（瑞典語：Byskeälven）是瑞典的河流，流經北博滕省和西博滕省，最終注入波的尼亞灣，河道全長215公里，流域面積3,662平方公里，平均流量每秒40立方米，該河有鮭魚出沒。